# Васил Пенчов
Васил Пенчов – Орханлията е роден в Правец през 1839 година. За него няма категорични сведения дали е бил хайдутин, преди да се запише в четата на Хаджи Димитър и Стефан Караджа.
Със сигурност се знае, че Васил Пенчов е участвал в битките при Караисен, дядо-Ивановата кория, край Вишовград и в местността Канлъ дере, на 9 юли 1868 г.
След битката в Канлъ дере и залавянето на Стефан Караджа, Христо Македонски разказва в спомените си, че група от 14 четници се е отделила и се е отправила към Агликина поляна. Тази група влиза в битка с една потеря и поради недостатъчната си численост не успява да я победи. Четниците са заловени. Това става край една воденица в Кечи дере (днес Козин дол, Сливенски окръг).
Според доклада на Русенския углавен съд до великия везир от 16 август 1868 г. Васил Пенчов е записан там. Той и останалите живи четници били откарани в Русе и съдени там.
Васил Пенчов, заловен в махала Козин дол, Еленско, е осъден на смърт и обесен в Русе на 14 август август 1868 г.